# Lijst van burgemeesters van Houthem
Dit is een lijst van burgemeesters van de voormalige Nederlandse gemeente Houthem tot die gemeente in 1940 fuseerde met Valkenburg, Oud-Valkenburg en Schin op Geul. Aanvankelijk was dat onder de naam 'Valkenburg' maar op 15 juli 1941 vond de hernoeming plaats tot de gemeente Valkenburg-Houthem.
| Ambtsperiode | Naam burgemeester      | Partij of stroming | Bijzonderheden |
| ------------ | ---------------------- | ------------------ | --- |
| 1820 - 1856  | J.H. Quix              |                    | tot 1825 schout |
| 1856 - 1900  | J.C.F.J. Corneli       |                    | |
| 1900 - 1912  | Alphons (A.W.J.) Erens |                    | tevens burgemeester van Valkenburg (1894-1907) |
| 1912 - 1917  | J.H.M. Vermeulen       |                    | tevens burgemeester van Valkenburg; later burgemeester van Princenhage                                                                                                |
| 1917 - 1940  | P.A. Hens              |                    | tevens burgemeester van Valkenburg (vanaf 1917) en Oud-Valkenburg (vanaf 1935); in 1941 is de in 1940 ontstane fusiegemeente hernoemd tot gemeente Valkenburg-Houthem |